# 레일랜드 모터스

레일랜드 모터스(Leyland Motors)는 트럭, 버스, 트롤리버스를 제조하는 영국의 차량 제조 기업이다. 이 기업은 1960년과 1967년에 각각 트라이엄프 모터 컴퍼니와 로버를 인수하면서 차량 제조 부문으로 다양화되었다. 이 기업은 브리티시 모터 홀딩스와 1968년 합병되어 브리티시 레일랜드 모터 코퍼레이션이라는 이름이 생기게 된 계기가 되었고 국유화된 이후 브리티시 레일랜드가 되었다. 브리티시 레일랜드는 나중에 사명을 간단히 BL로 변경했다가 이후 1986년 로버 그룹으로 변경했다.

## 같이 보기
- 브리티시 레일랜드
- 레이랜드 트럭